# Temporada 1973-74 de los Chicago Bulls
La temporada 1973-74 fue la octava de los Chicago Bulls en la NBA. La temporada regular acabaron con 54 victorias y 28 derrotas, ocupando la tercera posición de la Conferencia Oeste, clasificándose para los playoffs, en los que cayeron en las finales de conferencia ante Milwaukee Bucks.

## Elecciones en elDraft
| Ronda | Puesto | Jugador        | Posición | Nacionalidad   | Universidad  |
| ----- | ------ | -------------- | -------- | -------------- | ------------ |
| 1     | 12     | Kevin Kunnert  | Pívot    | Estados Unidos | Iowa         |
| 2     | 24     | Kevin Stacom   | Escolta  | Estados Unidos | Providence   |
| 4     | 64     | Mark Sibley    | Base     | Estados Unidos | Northwestern |
| 6     | 98     | Johnny Neumann | Alero    | Estados Unidos | Mississippi  |

## Temporada regular
| División Medio Oeste    | División Medio Oeste | División Medio Oeste | División Medio Oeste | División Medio Oeste | División Medio Oeste | División Medio Oeste | División Medio Oeste | División Medio Oeste |
| Equipo                  | G                    | P                    | %                    | PD                   | Casa                 | Fuera                | Neutral              | Div                  |
| ----------------------- | -------------------- | -------------------- | -------------------- | -------------------- | -------------------- | -------------------- | -------------------- | -------------------- |
| y-Milwaukee Bucks       | 59                   | 23                   | .720                 | –                    | 31–7                 | 24–16                | 4–0                  | 14–6                 |
| x-Chicago Bulls         | 54                   | 28                   | .659                 | 5                    | 32–9                 | 21–19                | 1–0                  | 13–7                 |
| x-Detroit Pistons       | 52                   | 30                   | .634                 | 7                    | 29–12                | 23–17                | 0–1                  | 9–11                 |
| Kansas City–Omaha Kings | 33                   | 49                   | .402                 | 26                   | 20–21                | 13–28                | –                    | 4–16                 |

## Playoffs

### Semifinales de Conferencia
Chicago Bulls vs. Detroit Pistons 
| Fecha       | Partido                                | Ciudad  |
| ----------- | -------------------------------------- | ------- |
| 30 de marzo | Chicago Bulls 88, Detroit Pistons 97   | Chicago |
| 1 de abril  | Detroit Pistons 103, Chicago Bulls 108 | Detroit |
| 5 de abril  | Chicago Bulls 84, Detroit Pistons 83   | Chicago |
| 7 de abril  | Detroit Pistons 102, Chicago Bulls 87  | Detroit |
| 9 de abril  | Chicago Bulls 98, Detroit Pistons 94   | Chicago |
| 11 de abril | Detroit Pistons 92, Chicago Bulls 88   | Detroit |
| 13 de abril | Chicago Bulls 96, Detroit Pistons 94   | Chicago |
|             | Chicago Bulls gana las series 4-3      |         |

### Finales de Conferencia
Chicago Bulls vs. Milwaukee Bucks 
| Fecha       | Partido                                | Ciudad    |
| ----------- | -------------------------------------- | --------- |
| 16 de abril | Milwaukee Bucks 101, Chicago Bulls 85  | Milwaukee |
| 18 de abril | Chicago Bulls 111, Milwaukee Bucks 113 | Chicago   |
| 20 de abril | Milwaukee Bucks 113, Chicago Bulls 90  | Milwaukee |
| 22 de abril | Chicago Bulls 99, Milwaukee Bucks 115  | Chicago   |
|             | Milwaukee Bucks gana las series 4-0    |           |

## Estadísticas
| Rk | Jugador         | Edad | P  | PT | MP   | TC  | TCI  | %TC  | TL  | TLI | %TL  | RO  | RD  | RT   | AS  | RB  | TAP | BP | FP  | PTS  |
| -- | --------------- | ---- | -- | -- | ---- | --- | ---- | ---- | --- | --- | ---- | --- | --- | ---- | --- | --- | --- | -- | --- | ---- |
| 1  | Bob Love        | 31   | 82 |    | 40.1 | 8.9 | 21.4 | .417 | 3.9 | 4.8 | .818 | 2.2 | 3.8 | 6.0  | 1.6 | 1.0 | 0.3 |    | 2.7 | 21.8 |
| 2  | Jerry Sloan     | 31   | 77 |    | 37.1 | 5.4 | 12.0 | .447 | 2.5 | 3.5 | .711 | 1.9 | 5.3 | 7.2  | 1.9 | 2.4 | 0.1 |    | 3.5 | 13.2 |
| 3  | Norm Van Lier   | 26   | 80 |    | 35.8 | 5.3 | 13.1 | .406 | 3.6 | 4.6 | .778 | 1.4 | 3.3 | 4.7  | 6.9 | 2.0 | 0.1 |    | 3.5 | 14.3 |
| 4  | Clifford Ray    | 25   | 80 |    | 32.9 | 3.9 | 7.7  | .511 | 1.5 | 2.5 | .608 | 3.6 | 8.7 | 12.2 | 3.1 | 0.7 | 2.2 |    | 3.5 | 9.3  |
| 5  | Chet Walker     | 33   | 82 |    | 32.5 | 7.0 | 14.4 | .486 | 5.4 | 6.1 | .875 | 1.6 | 3.4 | 5.0  | 2.4 | 0.8 | 0.0 |    | 2.5 | 19.3 |
| 6  | Bob Weiss       | 31   | 79 |    | 21.6 | 3.3 | 7.1  | .466 | 1.8 | 2.2 | .835 | 0.4 | 0.9 | 1.3  | 3.8 | 1.3 | 0.2 |    | 2.0 | 8.5  |
| 7  | Howard Porter   | 25   | 73 |    | 16.8 | 4.1 | 9.0  | .450 | 1.3 | 1.6 | .800 | 1.2 | 2.7 | 3.9  | 0.4 | 0.3 | 0.5 |    | 1.6 | 9.4  |
| 8  | Tom Boerwinkle  | 28   | 46 |    | 13.1 | 1.3 | 2.6  | .487 | 0.9 | 1.3 | .700 | 1.2 | 3.5 | 4.6  | 2.0 | 0.3 | 0.4 |    | 1.7 | 3.4  |
| 9  | Rick Adelman    | 27   | 55 |    | 11.2 | 1.2 | 3.1  | .376 | 1.0 | 1.4 | .711 | 0.3 | 1.0 | 1.3  | 1.0 | 0.7 | 0.0 |    | 1.1 | 3.3  |
| 10 | Dennis Awtrey   | 25   | 68 |    | 11.1 | 1.0 | 1.8  | .528 | 0.8 | 1.4 | .574 | 0.7 | 1.8 | 2.6  | 1.3 | 0.3 | 0.2 |    | 1.9 | 2.7  |
| 11 | John Hummer     | 25   | 18 |    | 10.3 | 1.3 | 2.6  | .500 | 0.8 | 1.6 | .500 | 0.7 | 1.3 | 2.1  | 0.7 | 0.2 | 0.1 |    | 1.7 | 3.3  |
| 12 | Rowland Garrett | 23   | 41 |    | 9.1  | 1.7 | 4.5  | .370 | 0.5 | 0.8 | .656 | 0.8 | 1.0 | 1.7  | 0.3 | 0.1 | 0.2 |    | 1.0 | 3.8  |

## Galardones y récords
| Jugador       | Galardón                                                                     |
| Norm Van Lier | 2.º Mejor quinteto de la NBA 2.º Mejor quinteto defensivo de la NBA All-Star |
| Jerry Sloan   | Mejor quinteto defensivo de la NBA                                           |
| Bob Love      | 2.º Mejor quinteto defensivo de la NBA                                       |
| Chet Walker   | All-Star                                                                     |